# Tipula (Schummelia) butzi
Tipula (Schummelia) butzi is een tweevleugelige uit de familie langpootmuggen (Tipulidae). De soort komt voor in het Palearctisch gebied.